# Liaison 1 de l'OTAN
 (décembre 2024).
Si vous disposez d'ouvrages ou d'articles de référence ou si vous connaissez des sites web de qualité traitant du thème abordé ici, merci de compléter l'article en donnant les références utiles à sa vérifiabilité et en les liant à la section « Notes et références ».
La liaison 1 est une liaison de données tactiques de l'OTAN. Elle travaille en duplex intégral et échange des données numériques utilisées par la défense aérienne au sol de l'OTAN. Cette liaison a été conçue dans les années 1950 pour faciliter les communications de données point-à-point.
Généralement, elle sert de liaison Sol entre les entités NADGE de capacités limitées et non sécurisées.